# Équipe d'Angleterre féminine de hockey sur gazon
L'équipe d'Angleterre de hockey sur gazon féminin est la sélection des meilleures joueuses anglaises de hockey sur gazon.

## Palmarès
Pour les Jeux olympiques, voir l'Équipe de Grande-Bretagne de hockey sur gazon féminin.
| Coupe du monde - 1983 : 5e - 1986 : 5e - 1990 : 4e - 1994 : 9e - 1998 : 9e - 2002 : 5e - 2006 : 7e - 2010 : 3e |  | Championnat d'Europe - 1984 : 4e - 1987 : 2e - 1991 : 1re - 1995 : 4e - 1999 : 3e - 2003 : 4e - 2005 : 3e - 2007 : 3e - 2009 : 3e - 2011 : 3e - 2013 : 2e - 2015 : 1re - 2017 : 3e - 2019 : 4e - 2021 : 5e |  | Champions Trophy - 2002 : 6e - 2003 : 5e - 2009 : 6e - 2010 : 3e - 2011 : 5e |  | Champions Challenge - 2002 : 1re - 2005 : 4e - 2007 : 3e |